# Мария Якобина фон Йотинген-Йотинген
Мария Якобина/Якоба фон Йотинген-Йотинген (на немски: Marie Jakobine zu Oettingen; Maria Jakoba von Oettingen-Oettingen; * 1525; † 13 декември 1575) е благородничка от Йотинген-Йотинген в Швабия, Бавария, и чрез женитби пфалцграфиня и херцогиня на Пфалц-Зимерн и графиня на Шварценберг.

## Живот
Дъщеря е на господар Лудвиг XV фон Йотинген-Йотинген (1486 – 1557) и съпругата му графиня Мария Салома фон Хоенцолерн (1488 – 1548), дъщеря на граф Айтел Фридрих II фон Хоенцолерн (1452 – 1512) и Магдалена фон Бранденбург (1460 – 1496).
Мария Якобина се омъжва на 17 август 1554 г. на 31 години в замък Даун за пфалцграф и херцог Йохан II фон Зимерн (* 20 март 1492; † 18 май 1557, Зимерн) от род Вителсбахи, вдовец на маркграфиня Беатрикс фон Баден (1492 – 1535), син на херцог Йохан I от Зимерн (1459 – 1509) и графиня Йохана фон Насау-Саарбрюкен (1464 – 1521). Йохан II има 12 деца. Тя е втората му съпруга. Бракът е бездетен.
През 1555 г., малко преди смъртта си, Йохан II премахва крепостничеството за жителите на град Зимерн.
Мария Якобина се омъжва втори път на 25 февруари 1560 г. в Хайделберг за граф Йохан III фон Шварценберг (* 1524/1528; † 30 септември 1588), син на фрайхер Фридрих фон Шварценберг (1498 – 1561) и първата му съпруга графиня Ванделбурга фон Хелфенщайн (1509 – 1528). Бракът е бездетен. Нейната сестра Анна фон Йотинген-Йотинген († 1549) е омъжена от 1537 г. за неговия баща.
Мария Якобина умира на 13 декември 1575 г. и е погребана в Шайнфелд, Средна Франкония.